# Kleeberg
Kleeberg är en kulle i Österrike.   Den ligger i distriktet Weiz och förbundslandet Steiermark, i den östra delen av landet, 140 km söder om huvudstaden Wien. Toppen på Kleeberg är 499 meter över havet, eller 38 meter över den omgivande terrängen. Bredden vid basen är 1,2 km.
Terrängen runt Kleeberg är huvudsakligen platt. Runt Kleeberg är det ganska tätbefolkat, med 80 invånare per kvadratkilometer.. Närmaste större samhälle är Graz, 19,0 km väster om Kleeberg. 
I omgivningarna runt Kleeberg växer i huvudsak blandskog.